# Lemonweir
Lemonweir – miasto w Stanach Zjednoczonych, w stanie Wisconsin, w hrabstwie Juneau.